# Chiesa di San Zeno al Foro
La chiesa di San Zeno al Foro è una chiesa di Brescia, situata in Piazza del Foro lungo via dei Musei, accanto ai resti del Capitolium. Edificata nel corso del Settecento sulla precedente chiesa medievale, appare man mano sullo sfondo dell'odierna Via Musei per chi la percorre da Piazza della Loggia, tanto che è possibile intravederla fin da Porta Bruciata. Assieme alle rovine romane domina inoltre la scena della piazza, aiutata dalla fantasiosa ringhiera barocca del suo sagrato. Conserva al suo interno pregiate opere pittoriche di autori locali dell'epoca.

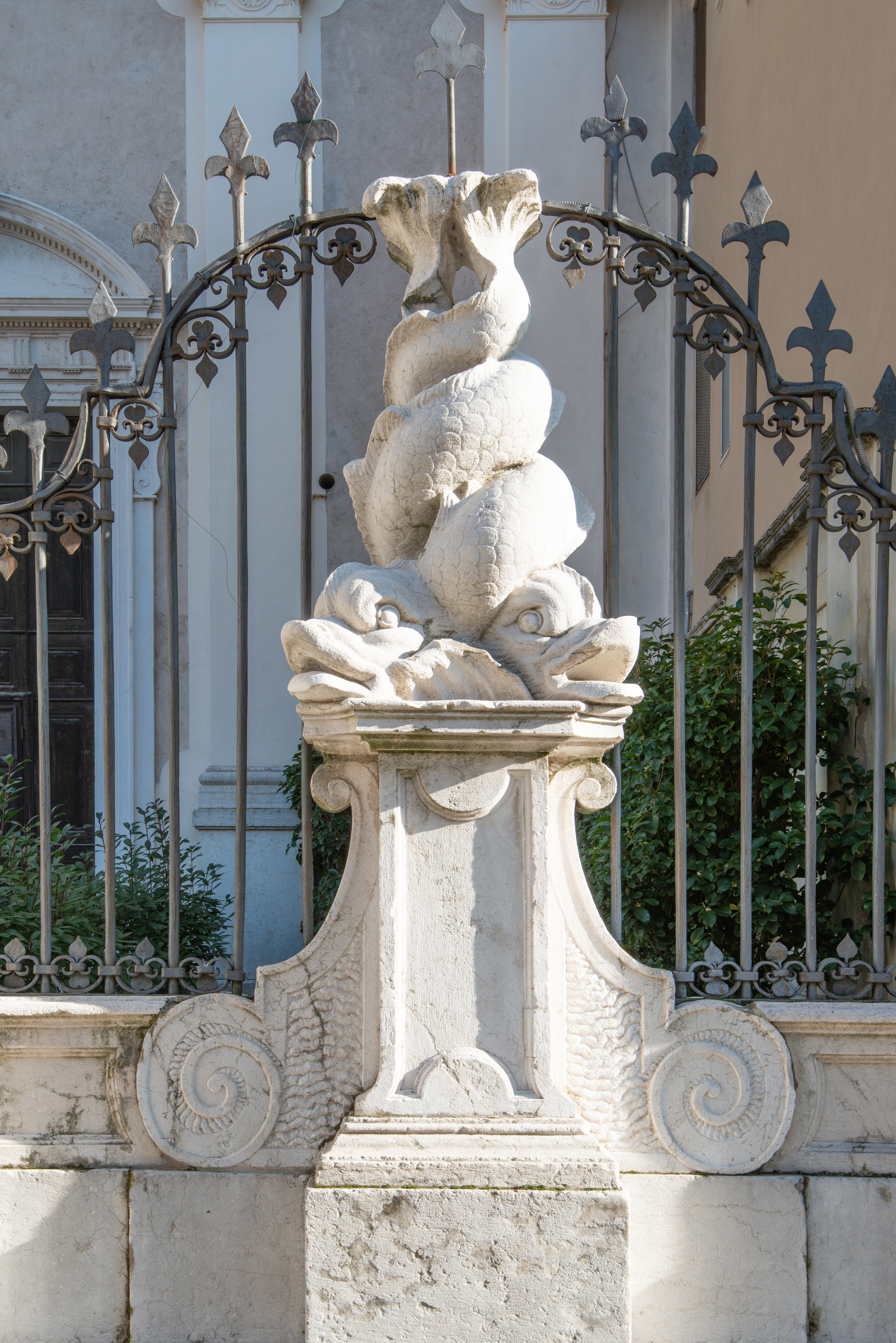
Delfini sulla cancellata

## Storia
Il nucleo originario della chiesa è da collocarsi in epoca medioevale, probabilmente attorno al XII secolo. Il luogo viene dedicato a San Zeno, ottavo vescovo di Verona durante la seconda metà del IV secolo venerato, come molte altre figure di epoca paleocristiana, per le sue opere di evangelizzazione e, soprattutto, come protettore dei pescatori d'acqua dolce, poiché pare che pescasse da sé nell'Adige i pesci per il proprio pranzo. La chiesa subì un radicale rifacimento in epoca barocca per volere del giovane parroco Giovanni Pietro Dolfin, nobile patrizio veneto, che in seguito ricostruirà radicalmente anche la chiesa di San Lorenzo: la nuova fabbrica venne portata a termine nel 1745, portando il luogo all'aspetto attuale.

## Struttura

### Esterno
La chiesa, posta esattamente all'incrocio fra Via Musei, l'antico decumano massimo della Brescia romana, e Piazza del Foro, retaggio a sua volta dell'originario foro, è un esempio molto coerente di barocchetto bresciano. L'edificio è preceduto da un breve sagrato delimitato da una cancellata barocca in ferro con pilastri marmorei sormontati da putti e coppie di delfini attorcigliati. La facciata è molto semplice, in muratura intonacata, divisa su due ordini architettonici di paraste composite e coronata da un timpano curvilineo. Dell'originario edificio medievale si conserva oggi solamente l'abside romanica poligonale in cotto, decorata da archetti.

### Interno

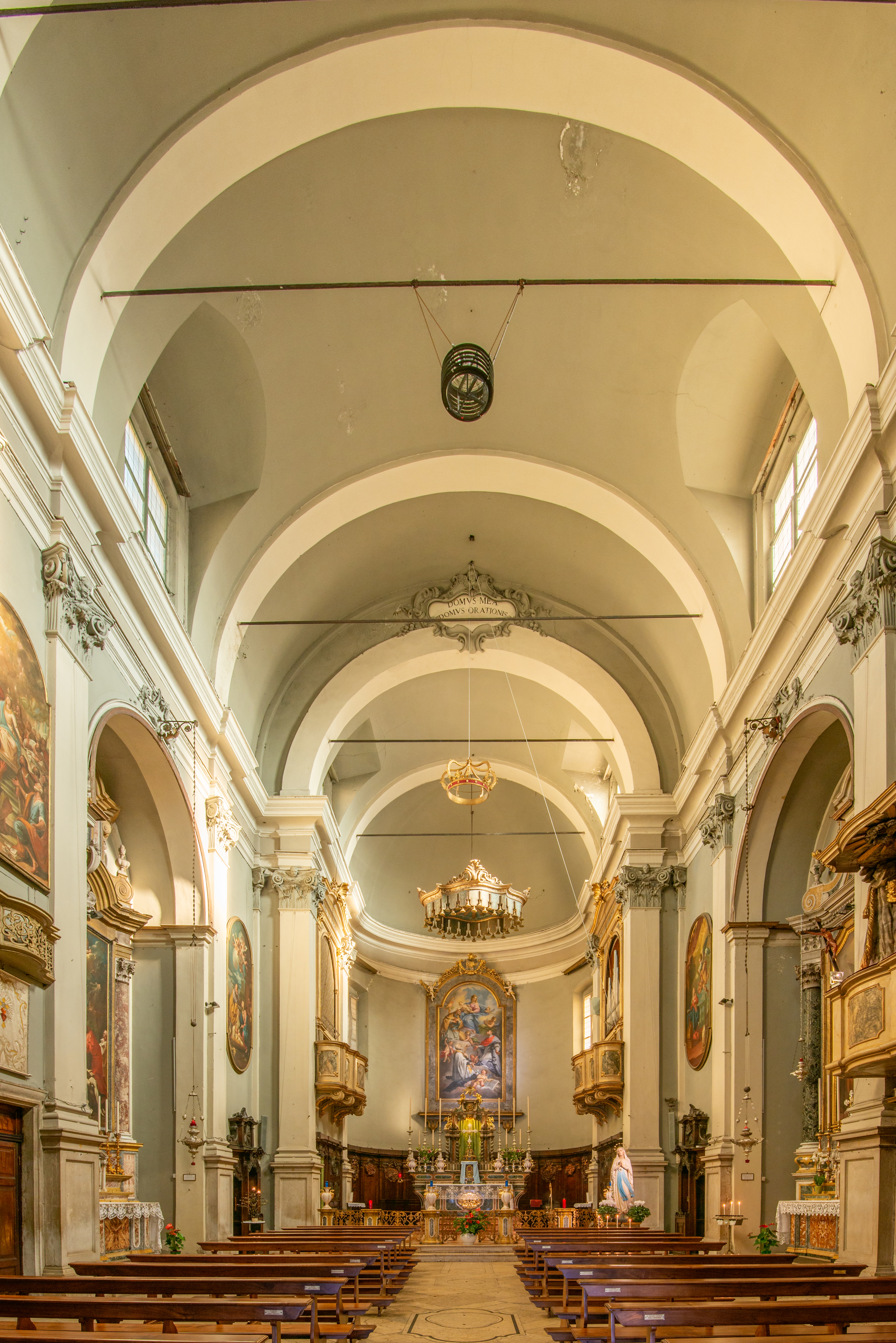
L'interno della chiesa
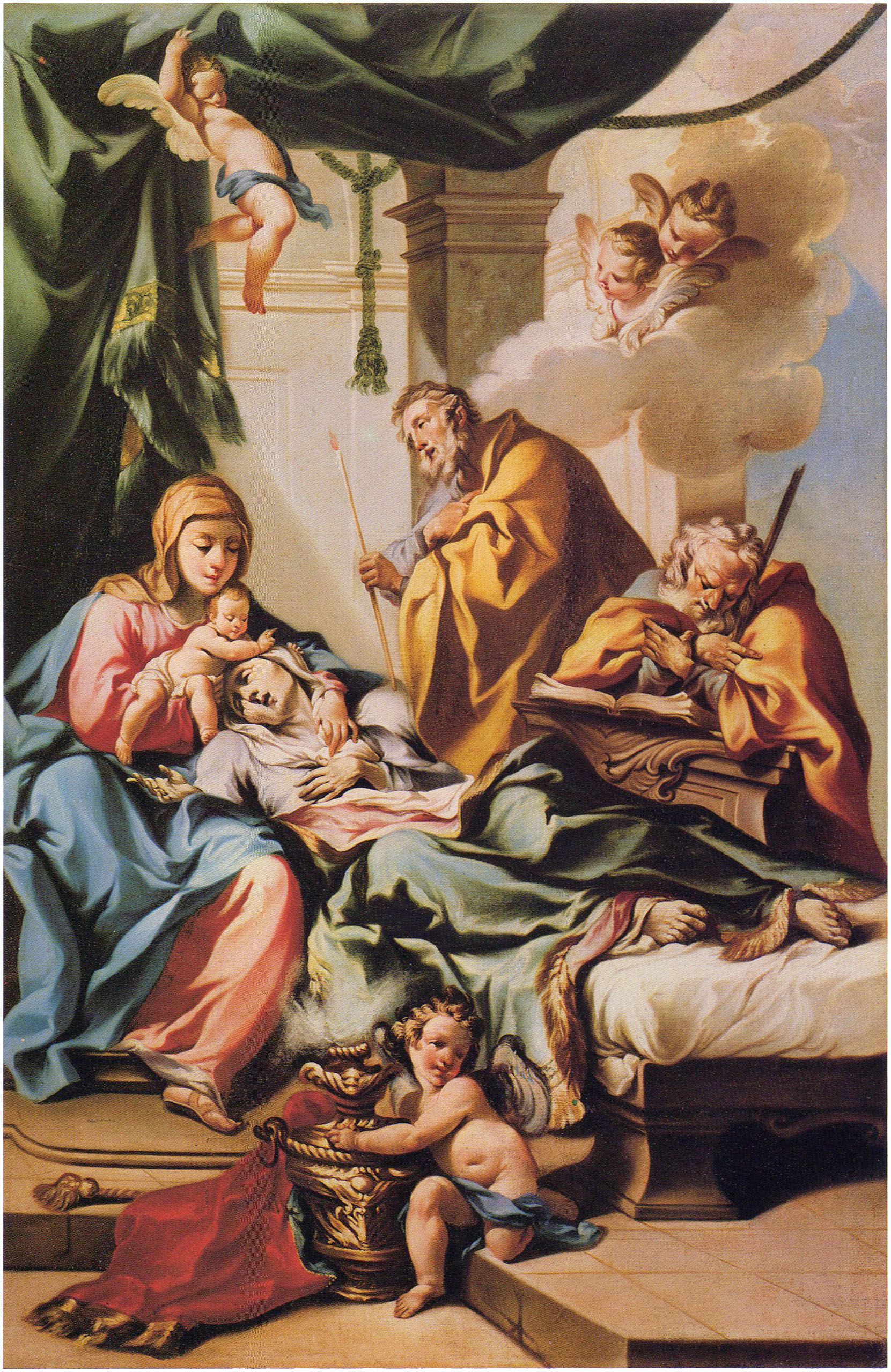
Morte di sant'anna (Francesco Monti
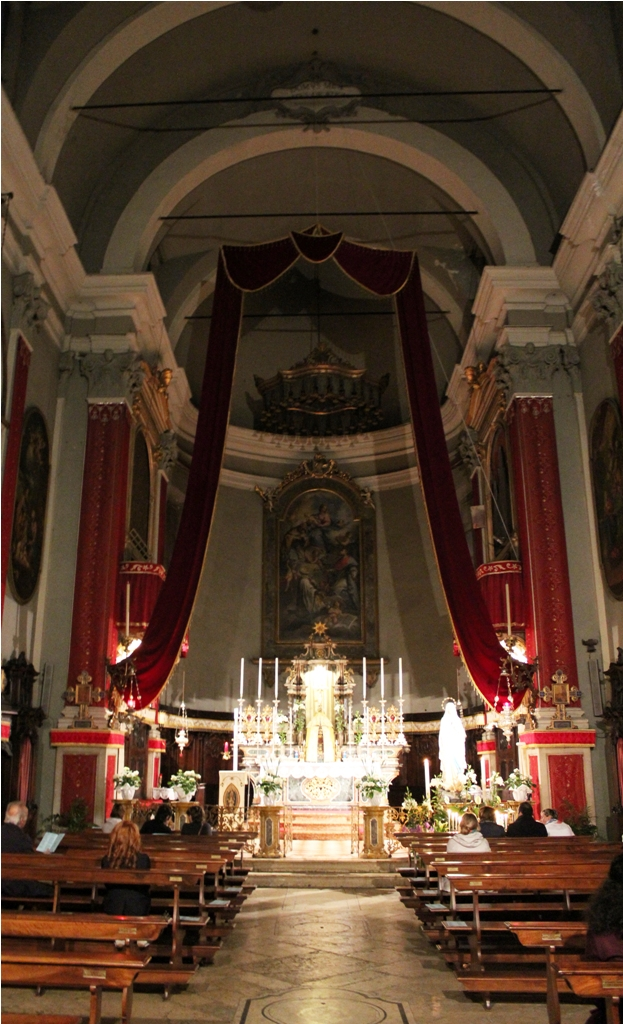
Presbiterio addobbato
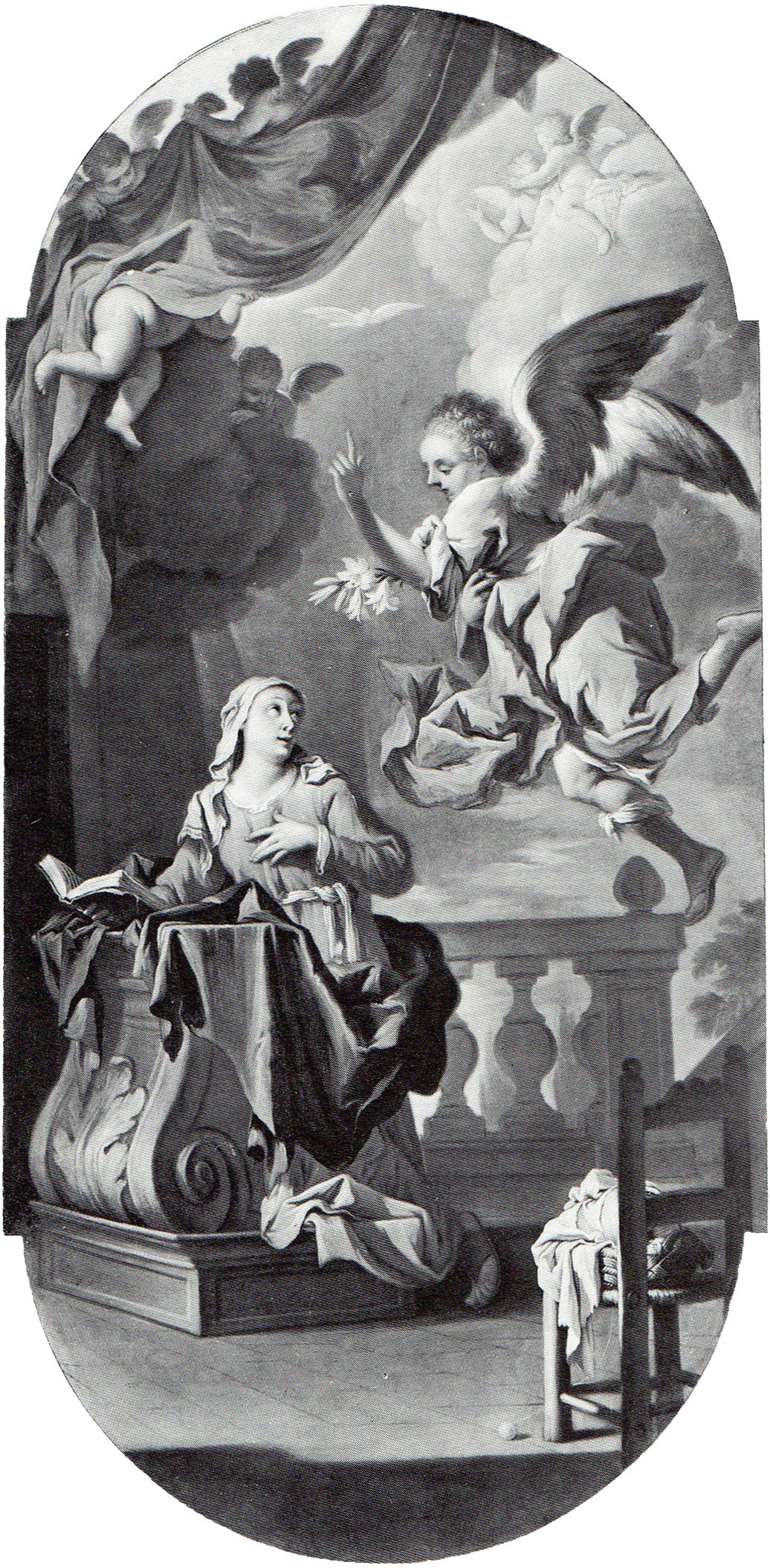
Storie del Nuovo Testamento di Antonio Paglia

L'impianto dell'edificio è longitudinale, a navata unica senza transetto e due cappelle per lato. L'ordine composito esterno è ripetuto internamente come ordine parietale di lesene a tutta altezza.

## Opere
La chiesa contiene una notevole quantità di opere d'arte molto preziose, soprattutto di tipo pittorico, per la maggior parte apposte in epoca settecentesca. Spiccano le Storie del Nuovo Testamento, ciclo di quattro tele dipinto da Antonio Paglia nel 1741: due sono poste ai due lati dell'ingresso (Gesù nell'orto e il Battesimo di Cristo) e due ai lati del presbiterio (l'Annunciazione e la Nascita di Gesù). Un'altra pala di Antonio Paglia fu sostituita nel 1888, sul primo altare a destra, di marmo pregiato con disegni artistici, da una tela dedicata al Sacro Cuore di Gesù di Cesare Bortolotti.
Opere del bolognese Francesco Monti sono invece la Pietà di San Zeno, al secondo altare sinistro, e la Morte di sant'Anna sopra l'ingresso laterale nord, precedentemente pala del secondo altare a destra e qui sostituita nel 1857 da Sant'Anna morente di Luigi Campini.
È invece di Giuseppe Tortelli la pala del primo altare a sinistra, dedicata ai Santi Erasmo e Venanzio. Elemento artistico di valore è il complesso scultoreo barocco dell'altare maggiore: una sottile balaustra di pilastrini in marmo giallo ed elementi in ferro battuto sembra abbracciare l'altare, sul quale si innalza un prestigioso tabernacolo tempestato di lapislazzuli e pietre rare, sormontato da una tribuna in marmo ceruleo a forma di facciata di chiesa in stile rococò, sostenuta da colonnine tortili. La pala, del 1739, è opera del milanese Giovanni Battista Sassi.
Notevoli anche gli stalli lignei del coro, sempre opera settecentesca di bottega bresciana: gli schienali, undici in tutto, sono suddivisi da lesene e sopra ognuno di essi è posto un medaglione sagomato raffigurante un episodio della vita e dei miracoli di San Zeno. A sinistra dell'ingresso è posta la preziosa urna in legno dorato in cui è esposta la salma di San Rusticiano. La teca barocca, tra l'altro, sostituì la più antica arca funeraria del santo, il cui unico frammento superstite è oggi conservato nel museo di Santa Giulia.

## Altari

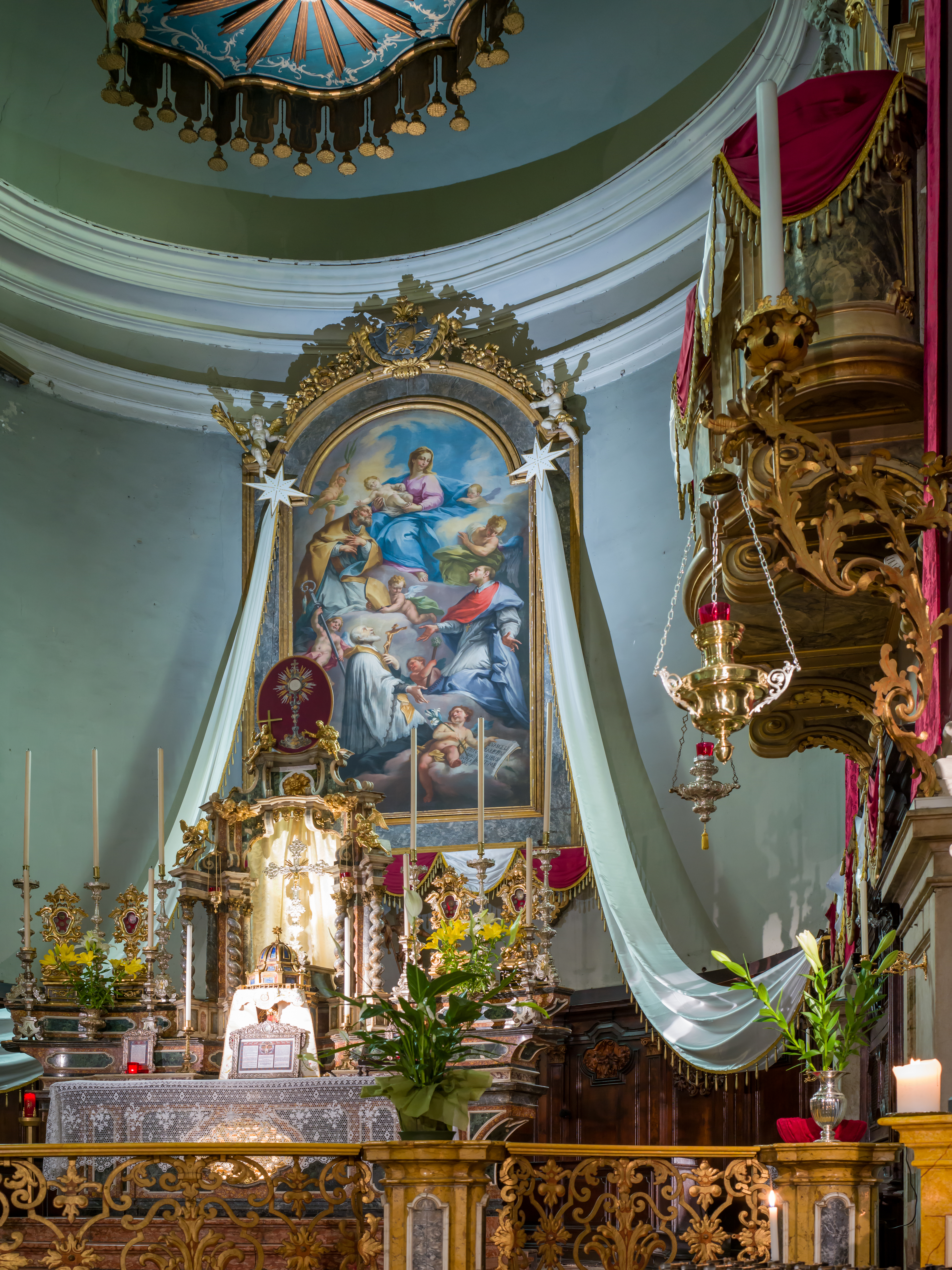
Altare maggiore. Pala con Madonna, Bambino e tre Santi di Giovanni Battista Sassi.
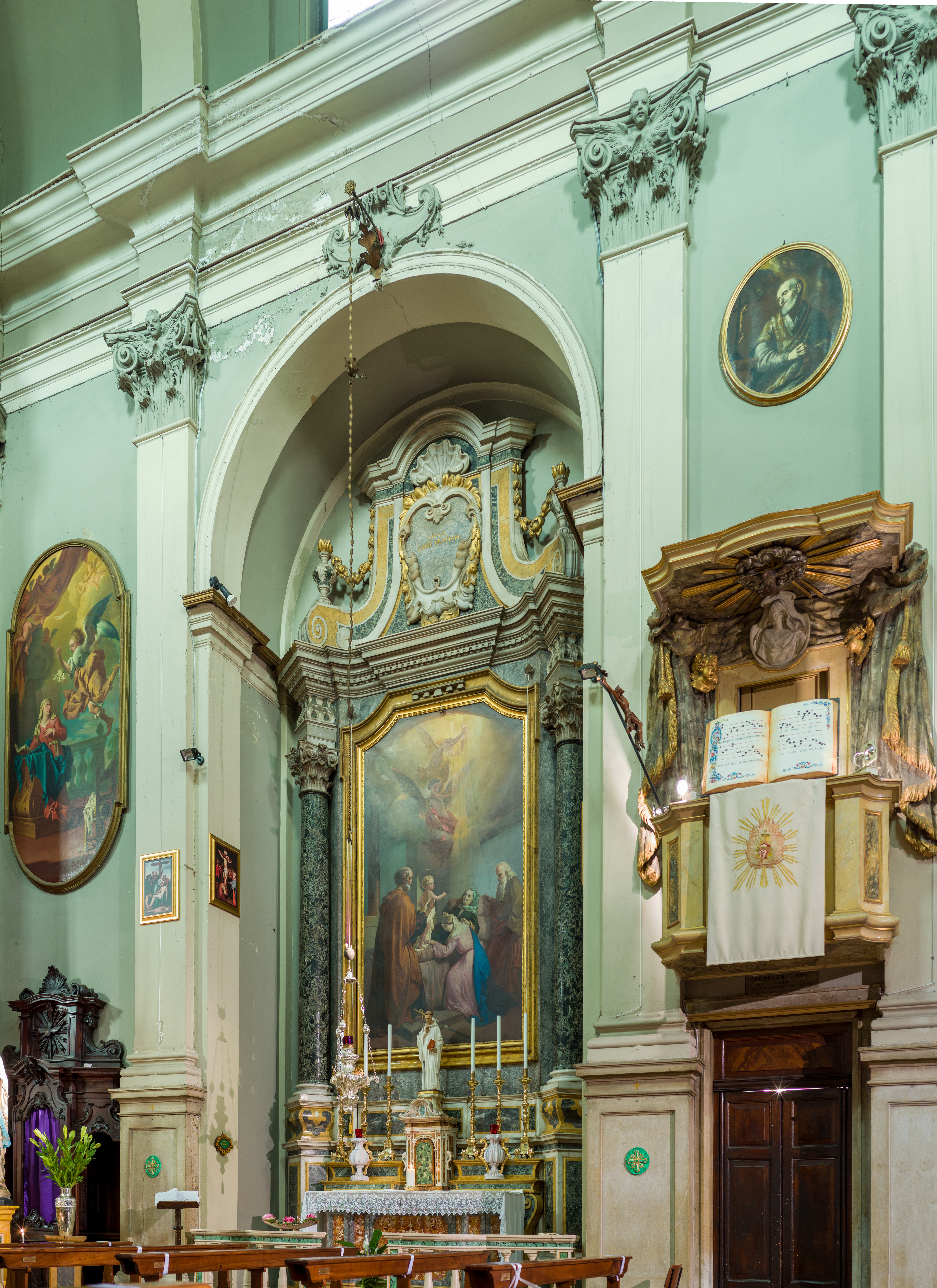
Sant'Anna morente di Luigi Campini-
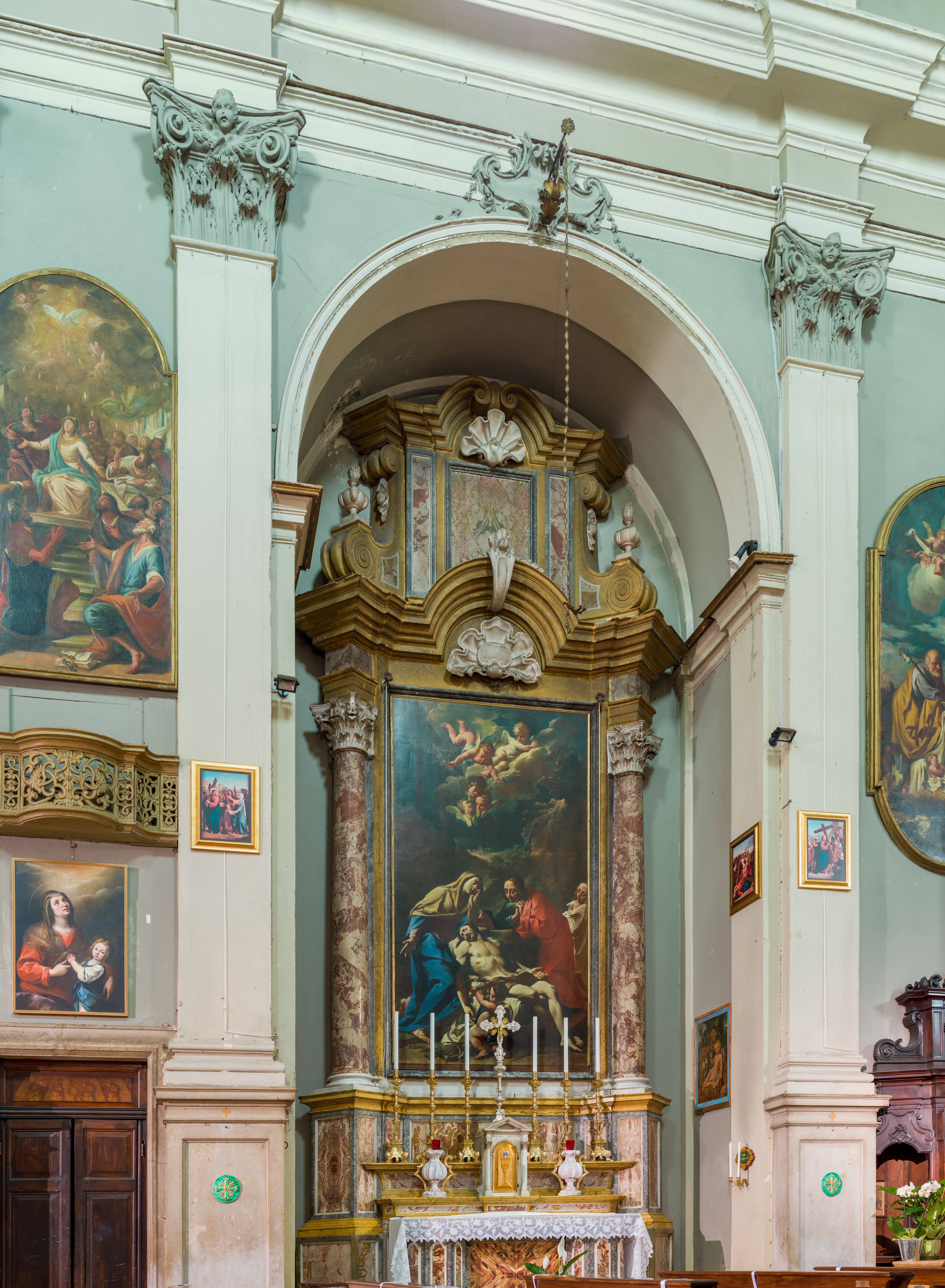
Pala della Pietà di Francesco Monti.
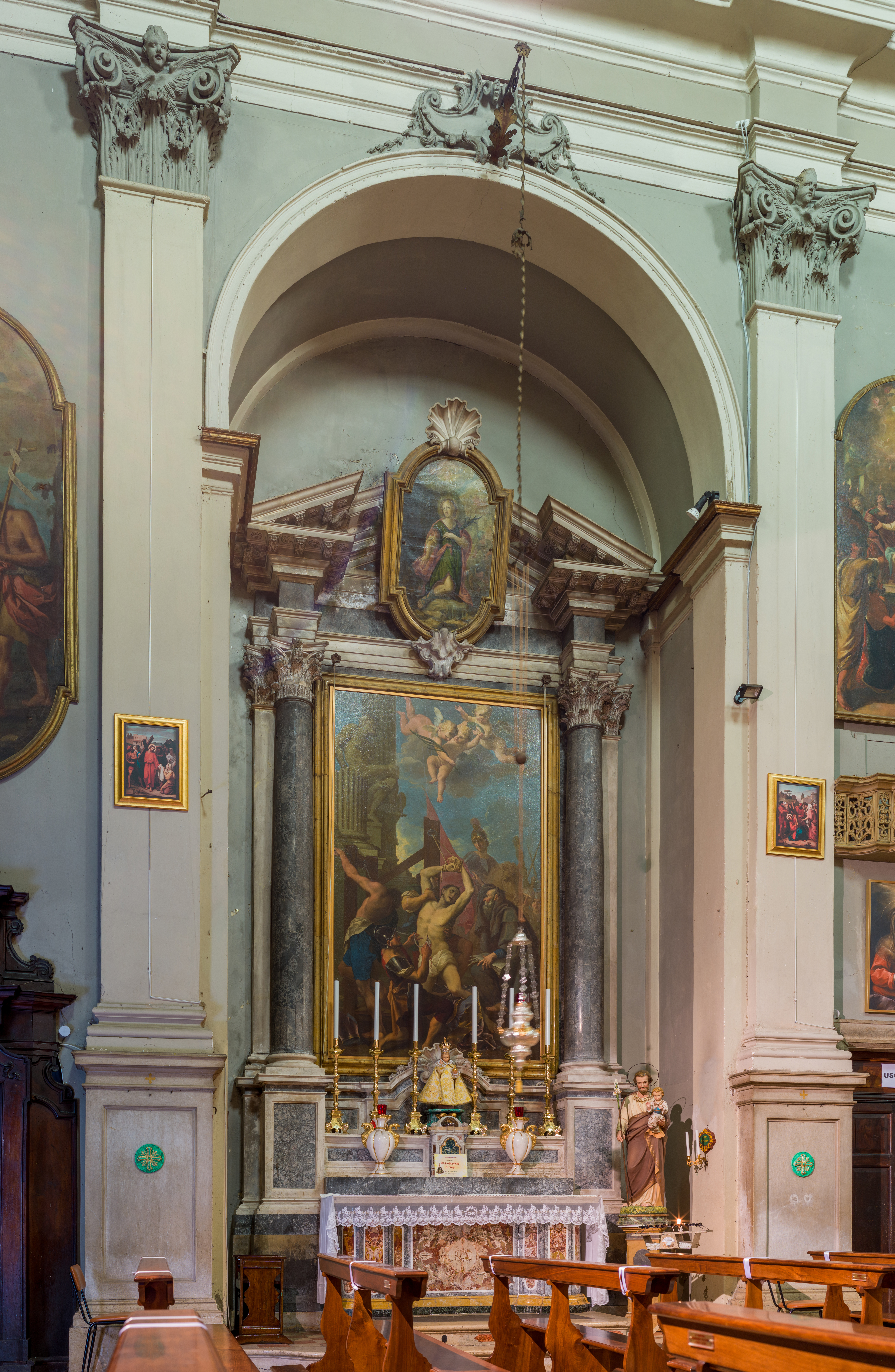
Pala di Sant'Erasmo di Giuseppe Tortelli. In alto San Venanzio di Francesco Paglia.

## L'organo
Nella chiesa vi è l'organo a canne Tonoli Opus 14, costruito nel 1877 in sostituzione di uno strumento più antico di cui si conservano solo le attuali canne di facciata, appartenenti al registro principale 8'. Lo strumento, poi rimaneggiato da Diego Porro, ha una tastiera di 61 tasti e una pedaliera a leggio di 18. 
Più informazioni sull'organo sono presenti qui
Sulla parete opposta del presbiterio, vi sono una cantoria e una cassa priva di canne riproducenti quelle dell'organo dirimpetto e realizzate soltanto con scopo prospettico.